# Góry Suzuka
Góry Suzuka (jap. 鈴鹿山脈 Suzuka-sanmyaku) – pasmo górskie przebiegające przez prefekturę Mie i wzdłuż granicy prefektur Gifu i Shiga w środkowej części wyspy Honsiu w Japonii. 

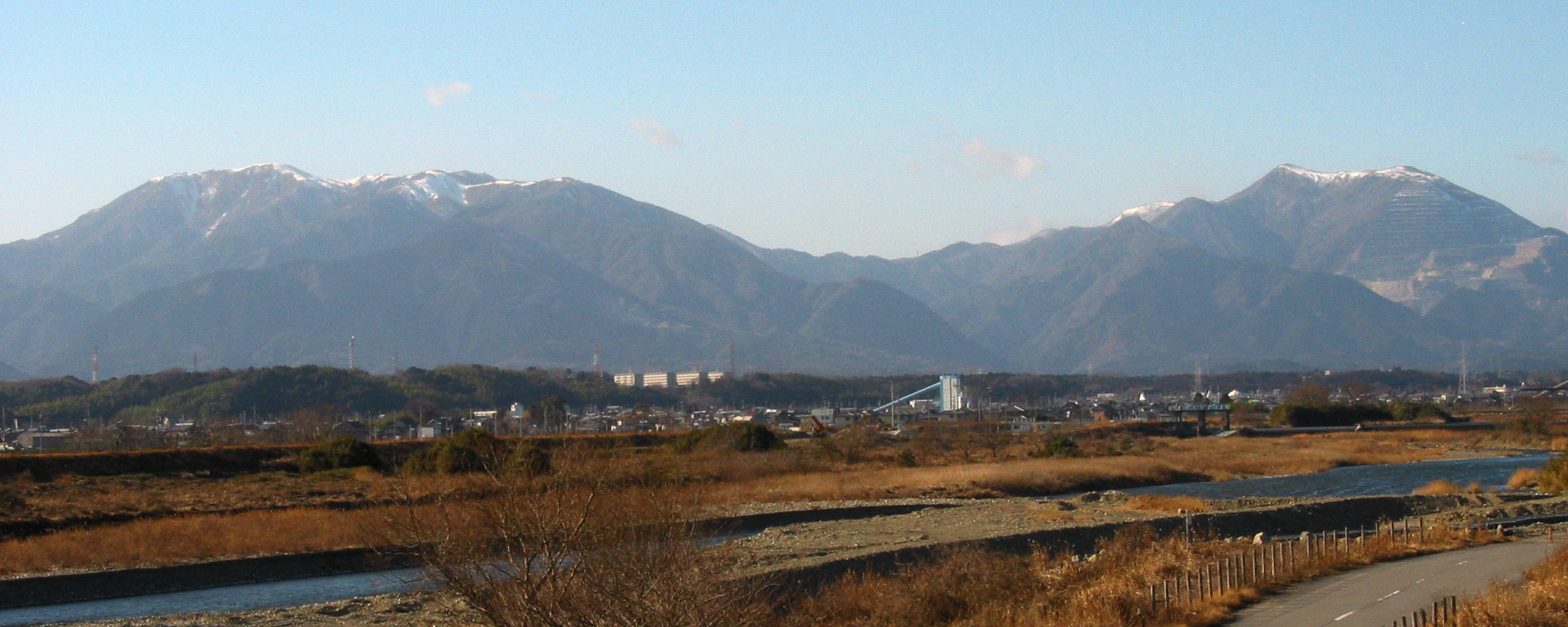
Góry Ryū i Fujiwara

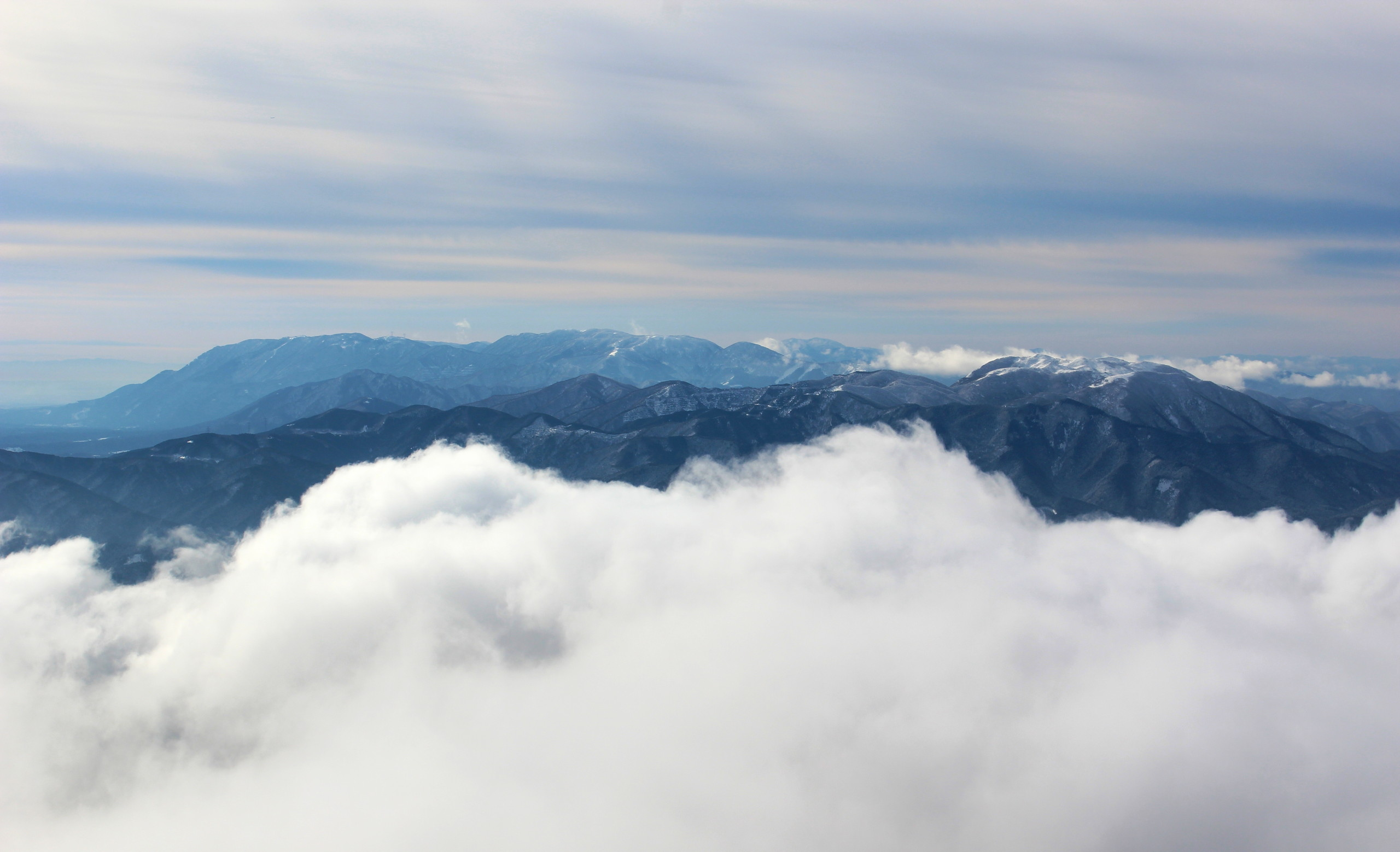
Góry Suzuka

Najwyższym szczytem w paśmie jest góra Oike (1247 m n.p.m.), ale nie należy ona do najczęściej odwiedzanych gór w tym paśmie. Głównym celem górskich wycieczek, dzięki kolejce linowej, jest szczyt o nazwie Gozaisho.
Quasi-Park Narodowy Suzuka chroni znaczną część pasma przed zbytnią eksploatacją, posiada powierzchnię 298 km². Miasteczko Komono w prefekturze Mie jest popularnym miejscem odwiedzin tamtejszych gorących źródeł (onsenów).

## Szczyty gór Suzuka
- Fujiwara (藤原岳), 1120 m
- Ryū (竜ヶ岳), 1100 m
- Shaka (釈迦ヶ岳), 1092 m
- Gozaisho (御在所岳), 1212 m
- Kama (鎌ヶ岳), 1161 m
- Amagoi (雨乞岳), 1238 m
- Nyūdō (入道ヶ岳), 906 m
- Ryōzen (霊仙山), 1084 m
- Oike (御池岳), 1247 m
- Watamuki (綿向山), 1110 m
- Nihonkoba (日本コバ), 934,1 m
- Hato (羽鳥峰), 860 m